# Freiland bei Deutschlandsberg

Wappen der früheren Gemeinde Freiland bei Deutschlandsberg

Freiland bei Deutschlandsberg ist ein Ort im Bezirk Deutschlandsberg in der Weststeiermark, ca. 45 km von Graz entfernt. Er war bis Ende 2014 eine Gemeinde mit 153 Einwohnern (Stand 1. Jänner 2015).
Freiland war, an der Einwohnerzahl gemessen, bis 2014 eine der kleinsten selbständigen Gemeinden der Steiermark. Ihr Gebiet liegt an den östlichen Ausläufern der Koralpe, es wird im Norden vom Wildbach und im Süden von der Laßnitz begrenzt.

## Nachbarorte
| Kloster   | Bad Gams                                    | Bad Gams         |
| Osterwitz | Kompassrose, die auf Nachbargemeinden zeigt | Deutschlandsberg |
| Trahütten | Trahütten                                   | Deutschlandsberg |

### Kleinregion
Freiland war eines der sechs Mitglieder der Kleinregion „Kernraum Bad Gams – Deutschlandsberg – Frauental“ (mit Kloster und Osterwitz). In diesem Gemeindeverband sollten die Aufgaben von Straßenerhaltung, Einkauf und die Kinder- und Jugendbetreuung gemeinsam erledigt werden. Der Verband konstituierte sich am 9. Dezember 2010. Er hat Rechtspersönlichkeit und beruht auf freiwilliger Vereinbarung, sein Sitz ist in Frauental, seine rechtliche Basis § 38a der Gemeindeordnung.

## Ortsbild

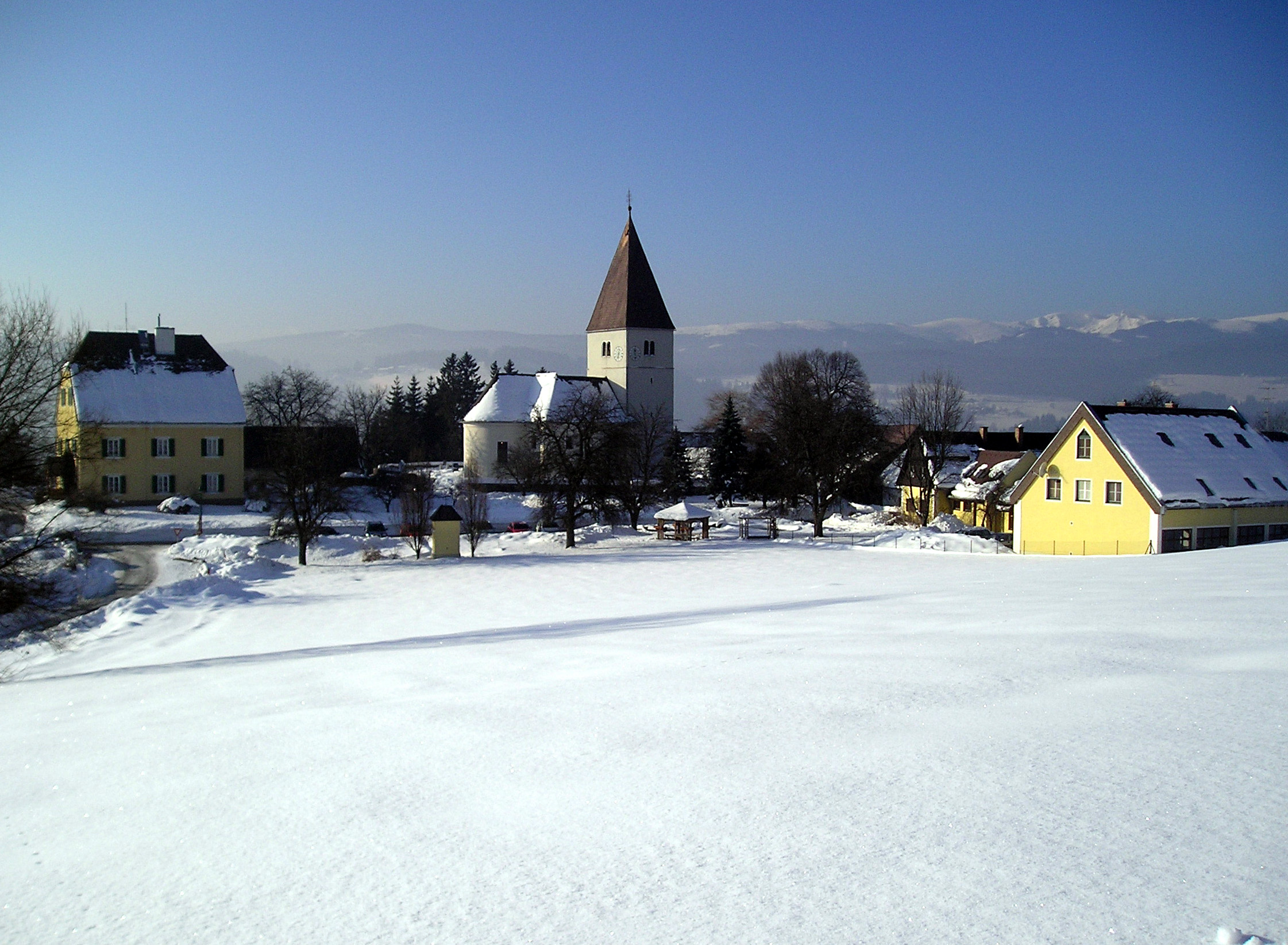
Dorfzentrum Freiland

Freiland ist ein typisch ländlicher Ort in der Weststeiermark. Das Dorfzentrum besteht aus der Kirche St. Jakob in Freiland mit umliegendem Friedhof, dem ehemaligen Gemeindeamt und der Volksschule Freiland mit angeschlossener Mehrzweckhalle und Wirtschaftshof, einem katholischen Jugendhaus – Jakobihaus (ehemaliger Pfarrhof), einem Gasthaus und dem Bauernhausmuseum Herk.
Die Kirche, der Friedhof, das Bauernhausmuseum Herk und das katholische Jugendhaus stehen unter Denkmalschutz.
Die Jakobistatue, der Dorfbrunnen mit der symbolischen Darstellung der beiden Flüsse Wildbach und Laßnitz und der Josef Krainer-Gedenkstein sowie ein Kriegerdenkmal für die Gefallenen und Vermissten der beiden Weltkriege runden den kleinen Dorfkern ab.
Die Landwirtschaft in Freiland ist bergbäuerlich geprägt. Die Bauernhöfe sind Einzelgehöfte und über das gesamte Gemeindegebiet verstreut.

## Geschichte
Am Lauf des Wildbaches (Wildbachgraben) wurden zwei „Feuersteinknollen“ aus Jaspis und andere Silexgeräte gefunden, die auf eine Siedlung aus prähistorischer Zeit in diesem Gebiet deuten. Vorkommen von Silex sind in einem Steinbruch am Wildbachgraben belegt.
Für das Gebiet von Freiland ist auch der archäologische Fund eines Griffzungenschwertes aus der späten Bronzezeit (um 1000 v. Chr.) belegt.
Freiland wurde am 30. März 1188 erstmals urkundlich erwähnt. Dabei handelt es sich um eine Urkunde, welche Adalbert III. von Böhmen, Erzbischof von Salzburg in Pettau ausstellte und die sich heute im Diözesanarchiv in Klagenfurt befindet.
Die Initiative zur Rodung und Urbarmachung des Waldgebietes ging von einem aus dem Ostfränkischen stammenden Pater Frodo aus. Seine Arbeit und die besitzrechtlichen Regelungen sind in einer weiteren Urkunde, welche nicht datiert ist und sich im Stiftsarchiv von Admont befindet, beschrieben. Die Urkunde spricht von der Errichtung von 40 Huben auf einem Gebiet, das heute die Gebiete von Freiland, Kloster und Rettenbach abdecken.
Am 6. Jänner 1203 übergab der Erzbischof von Salzburg auf Bitten von Pater Frodo die Huben an das Benediktinerstift Admont. Das Stift verfügt zu diesem Zeitpunkt bereits über größeren Grundbesitz in den Gegenden um Gams. Es übernimmt nicht nur die Huben, sondern sorgt auch für die Ausstattung der Pfarre. 1207 bestätigt der Erzbischof die Schenkung neuerlich.
Zunächst, jedenfalls bis in das 16. Jahrhundert, betreuten Ordensangehörige die Kirche in Freiland. Sie wurden dann durch weltliche Priester abgelöst, da die Entfernung zum Kloster Admont die Ordensmitglieder einen regelmäßigen Kontakt zum Orden nur schwer aufrechterhalten ließ. Da das Kloster in der Obersteiermark für die alltäglichen Entscheidungen zu weit entfernt war, wurde die Propstei St. Martin in Straßgang bei Graz mit der Verwaltung der Gebiete beauftragt.

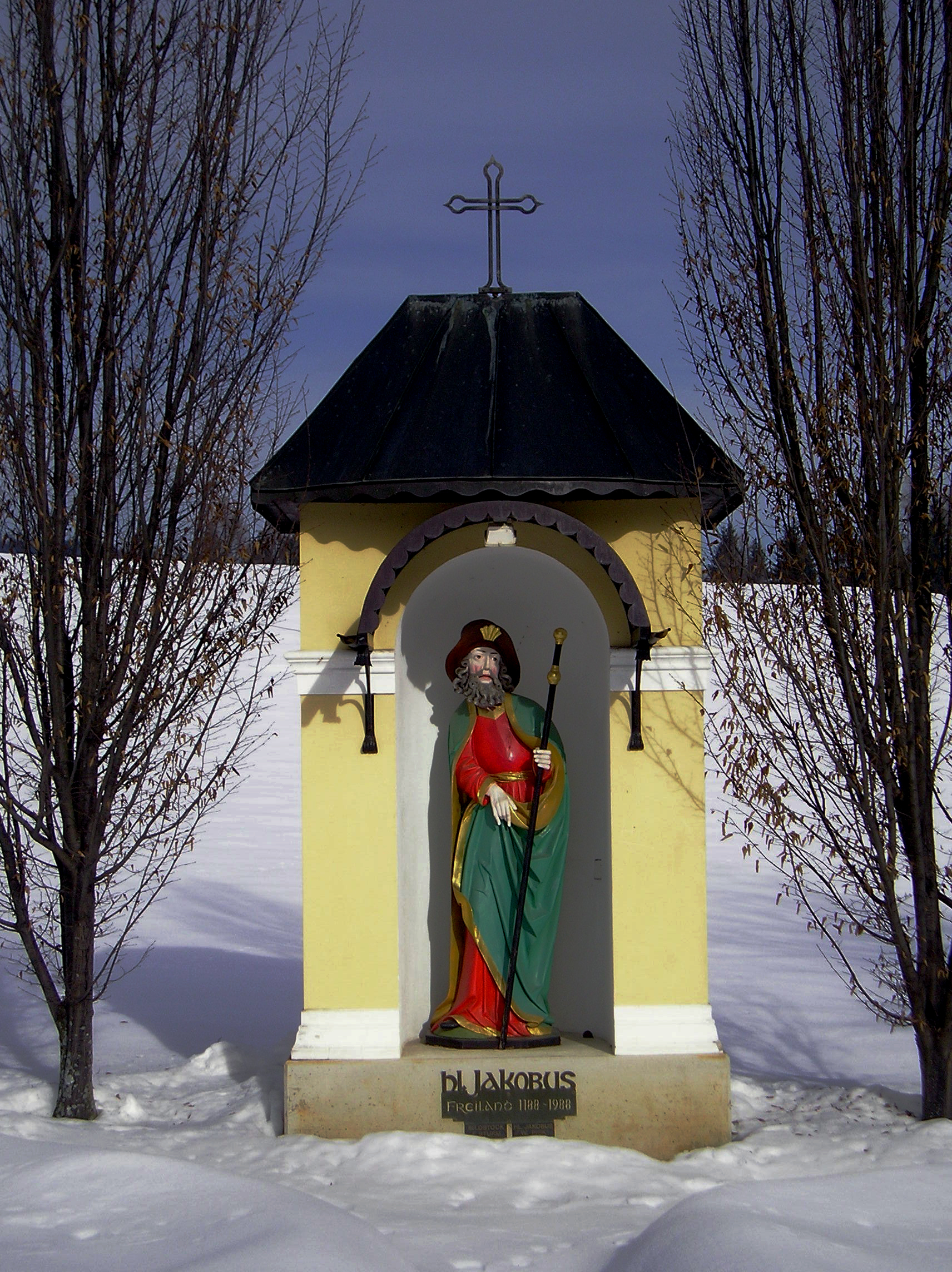
Bildstock des hl. Jakobus

Im 15. und 16. Jahrhundert lag Freiland nach der Vierteleinteilung der Steiermark 1462 im „Viertel zwischen Mur und Traa“ (Drau), dem Vorgänger des Marburger Kreises. Die Pfarre lag etwa 150 Kilometer vom Stammkloster entfernt. Der kürzeste (Reit-)Weg ging über drei Pässe über Voitsberg, Köflach, das Gaberl, Judenburg, Hohentauern, den Triebener Tauernpass, Trieben und über den Kaiserauer Sattel südlich von Admont zum Stift. Eilige Briefe benötigten im 16. Jahrhundert für diese Strecke zwei Tage, wie die Korrespondenz beim Tod des Abtes Leonhard (11. Juli 1501) zeigt. Der darauf folgende Admonter Abtwahlstreit berührte die Pfarre nicht. Der damalige Pfarrer Vinzenz Reichenhauser blieb in Freiland bis 1513.
Die landesfürstliche Visitation 1529, die für die Pfarre am 19. und 20. Juni 1529 in Stainz stattfand, nennt als Pfarrer Herrn Thaman Furdmulnär und belegt Streitigkeiten aus den Sammlungen für die Pfarre: „Pharrer klagt uber dy pharrleut, das sy im dy samung vorhallten.“ Die Zahl der Kommunionbesucher wird mit 100 angegeben.
Die Visitation 1544/45 behandelte die Pfarre unter „Pharr Sant Jacob im Freyen Lanndt“, erwähnt die Inkorporierung zum Stift Admont und dass ein jeder Abt dieses Klosters auch Vogt, Lehnsherr und Confirmator ist. Als „Comunicanten“ werden ungefähr 230 Personen angegeben. „Sant Oßwaldt im Freyen Lanndt“ wird als Filiale genannt.
Im Zuge der Türkenkriege wurde auch Freiland in Mitleidenschaft gezogen. Im Jahre 1532 wurde die Kirche durch Türken niedergebrannt. In den beiden darauffolgenden Jahren erfolgte der Wiederaufbau der Kirche. Die Weihe erfolgte im Jahr 1534.
Die bereits bei der Visitation 1529 erwähnten Streitigkeiten eskalierten: Ein im Bezirk einmaliger Vorfall ereignete sich im Jahre 1539, als ein Tagelöhner den damaligen Pfarrer Thomas Furtmüller mit einem Holzscheit erschlug. Das führte zu einem einmonatigen kirchlichen Interdikt, welches jedem Priester verbot, Messen auf dem Gebiet der Gemeinde zu lesen. Thomas (Thomam) Fuertmulner (Furtmillner, Furtmüllner, Furtmulner) stammte aus Straden, er war vom Lavanter Bischof Peurl am 3. März 1515 zum Subdiakon, am 24. März 1515 zum Diakon, am 7. April 1515 zum Priester geweiht worden. Im selben Jahr scheint er in den Matriken der Universität Wien auf.
Im Jahre 1733 kam es zu einem verheerenden Feuer, ausgelöst durch das Flachstrocknen in der „Brechlhütte“ westlich des Dorfes beim Gehöft vlg. Herk (in älteren Schriften noch „Mörthen Hube“ genannt). Neben Pfarrhof, Schule und dem Gehöft Herk fiel auch noch das Kirchenschiff dem Feuer zum Opfer. Die Beschädigungen im Kirchturm waren massiv.

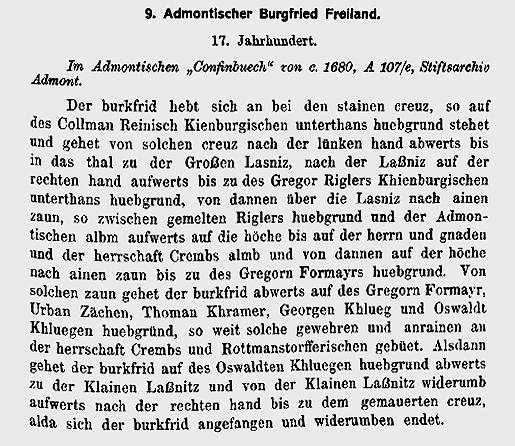
Beschreibung des Burgfrieds von Freiland Ende des 17. Jahrhunderts

Das Gemeindegebiet gehörte im 16. und 17. Jahrhundert für die niedere Gerichtsbarkeit zum „Admontischen Burgfried Freiland“, für die höhere (Blut-)Gerichtsbarkeit zum Landgericht Wildon. Dies galt allerdings nur außerhalb des Dachtraufes: Innerhalb dessen lag die volle niedere Gerichtsbarkeit im 16. Jahrhundert beim jeweiligen Grundherren.
Ab 1770, in der ersten Personen- und Häusererfassung in Österreich, sind Menschen, Zugvieh und Häuser aus Freiland (unter dem Namen „Mitterspiel“) selbständig erfasst. Diese Erfassung fand im Rahmen der Heeresreformen unter Maria Theresia und Joseph II. statt. Sie führte zur Einführung der „Numerierungsabschnitte“ (auch Konskriptionsgemeinden genannt). Mitterspiel war ein solcher Abschnitt. Gemeinsam mit anderen Numerierungsabschnitten wie Osterwitz, Rettenbach, Klosterwinkel, Trahütten, Warnblick, Burgegg oder Feilhofen gehörte das Gebiet zum Werbbezirk Landsberg.
Aus dem Numerierungsabschnitt wurde in den Jahren danach die gleichnamige Steuergemeinde
und Katastralgemeinde Mitterspiel.
Die Gemeinde Freiland entstand 1850 aus der Katastralgemeinde Mitterspiel. Mit 1. Jänner 1951 erfolgte die Umbenennung von Mitterspiel auf Freiland bei Deutschlandsberg.

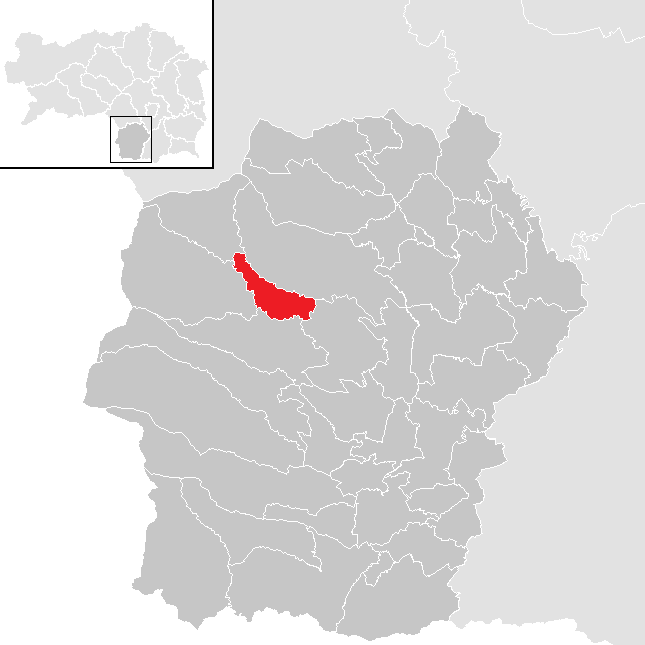
Lage der früheren Gemeinde Freiland im Bezirk Deutschlandsberg mit den Gemeindegrenzen bis Ende 2014

Die Pfarre wurde 1981 vom Benediktinerstift Admont exkorporiert und in die Diözese Graz-Seckau inkorporiert.
Seit 1945 stellte die Österreichische Volkspartei (ÖVP) alle Bürgermeister. Für den Gemeinderat kandidierte seit über 20 Jahren nur noch die Liste der ÖVP.
Die Volksschule in Freiland hätte mit September 2012 geschlossen werden sollen, eine Beschwerde an den Verfassungsgerichtshof war zunächst erfolgreich, sodass der Schulbetrieb bis in das Schuljahr 2014/15 fortgesetzt werden konnte. Letztlich bestätigte aber der Verwaltungsgerichtshof die Schließung, die mit Juli 2015 erfolgte. An der Schule hatte es zuletzt nur mehr drei Schulkinder gegeben.
Im Rahmen der steiermärkischen Gemeindestrukturreform gemäß Steiermärkischem Gemeindestrukturreformgesetz – StGsrG. wurde Freiland 2015 mit den Gemeinden Deutschlandsberg, Bad Gams, Kloster, Osterwitz und Trahütten zusammengeschlossen. Eine Beschwerde, die von der Gemeinde gegen die Zusammenlegung beim Verfassungsgerichtshof eingebracht wurde, war nicht erfolgreich.

### Änderung der Gemeindegrenzen
Das Gebiet von Ober Mitterspiel wurde 1891 von der damaligen Gemeinde abgetrennt und der Nachbargemeinde Kloster, Katastralgemeinde Klosterwinkel, angeschlossen. Gleichzeitig wurde das westliche Gebiet der Katastralgemeinde Hinterleiten, Ortsgemeinde Wildbach, der Gemeinde Mitterspiel zugefügt. Flächen- und Einwohnerzahlen aus der Entstehungszeit der Gemeinde und bis 1891 beziehen sich auf das ursprüngliche Gemeindegebiet. Die Grenzänderung wurde im Grundsteuerkataster (Franziszeischer Kataster) händisch nachgetragen:

Grenzänderung Mitterspiel-Klosterwinkel-Hinterleiten 1891
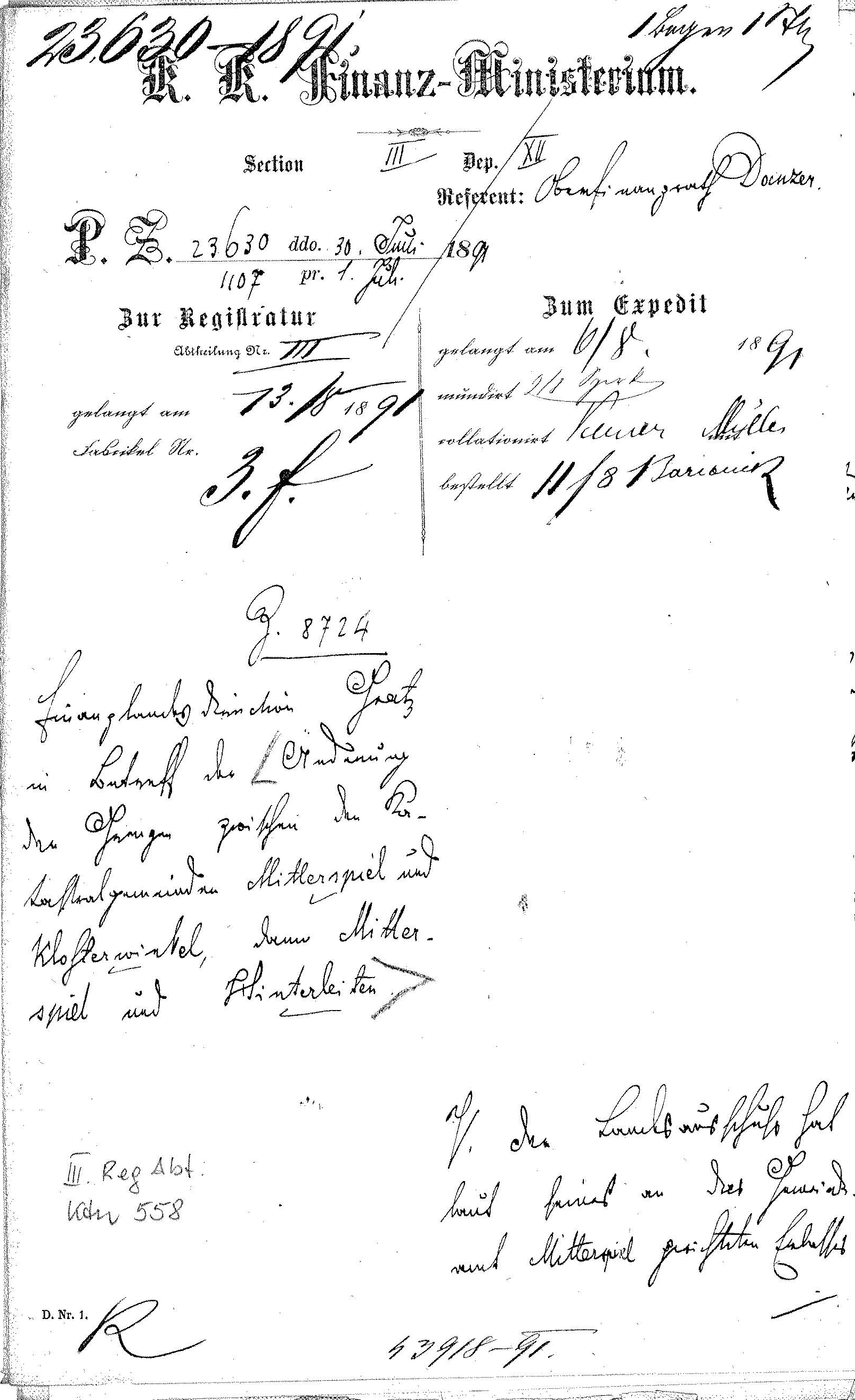
Titelblatt des Erlasses des k. k. Finanzministeriums über die Grenzänderung
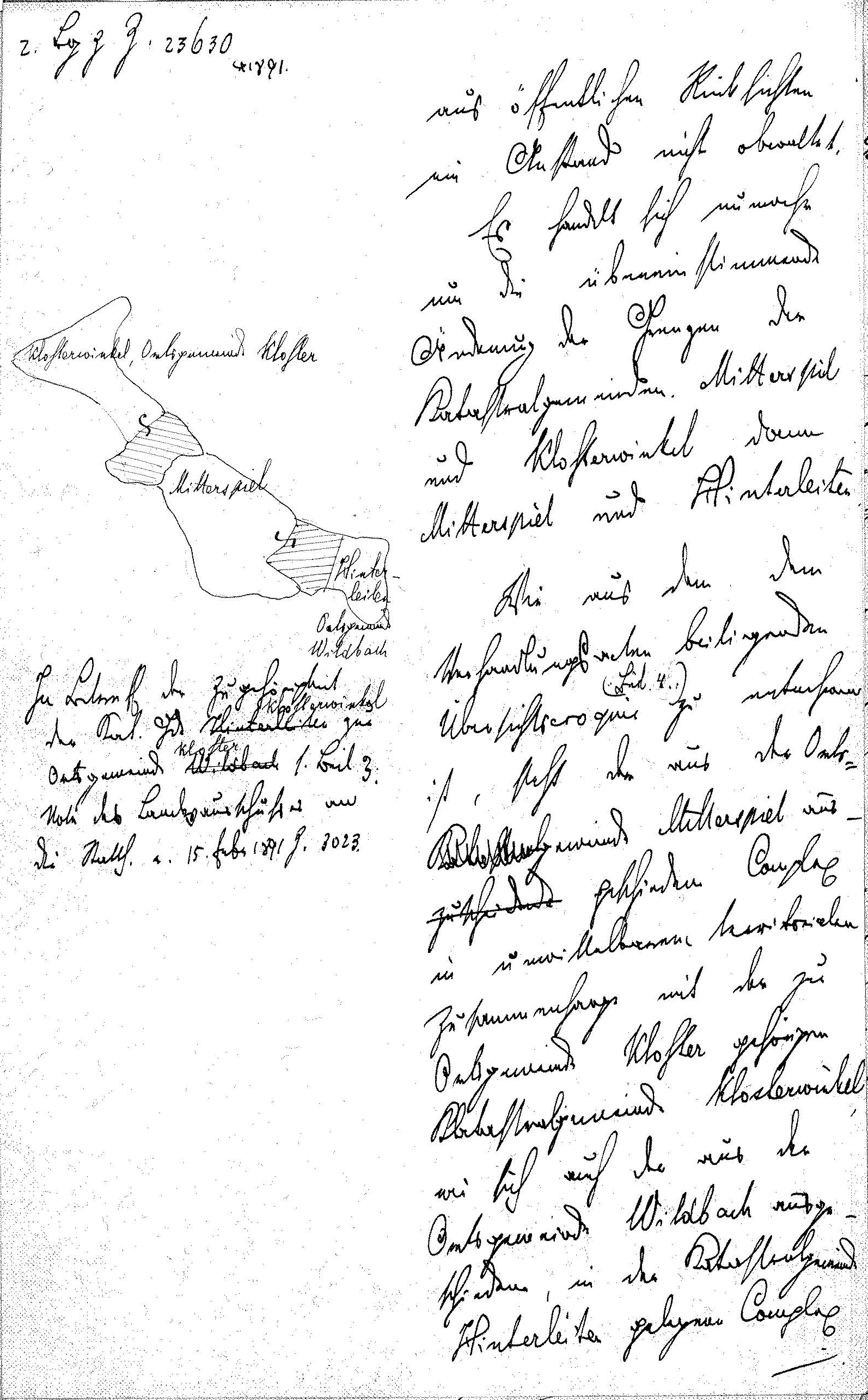
Skizze der Grenzänderung 1891

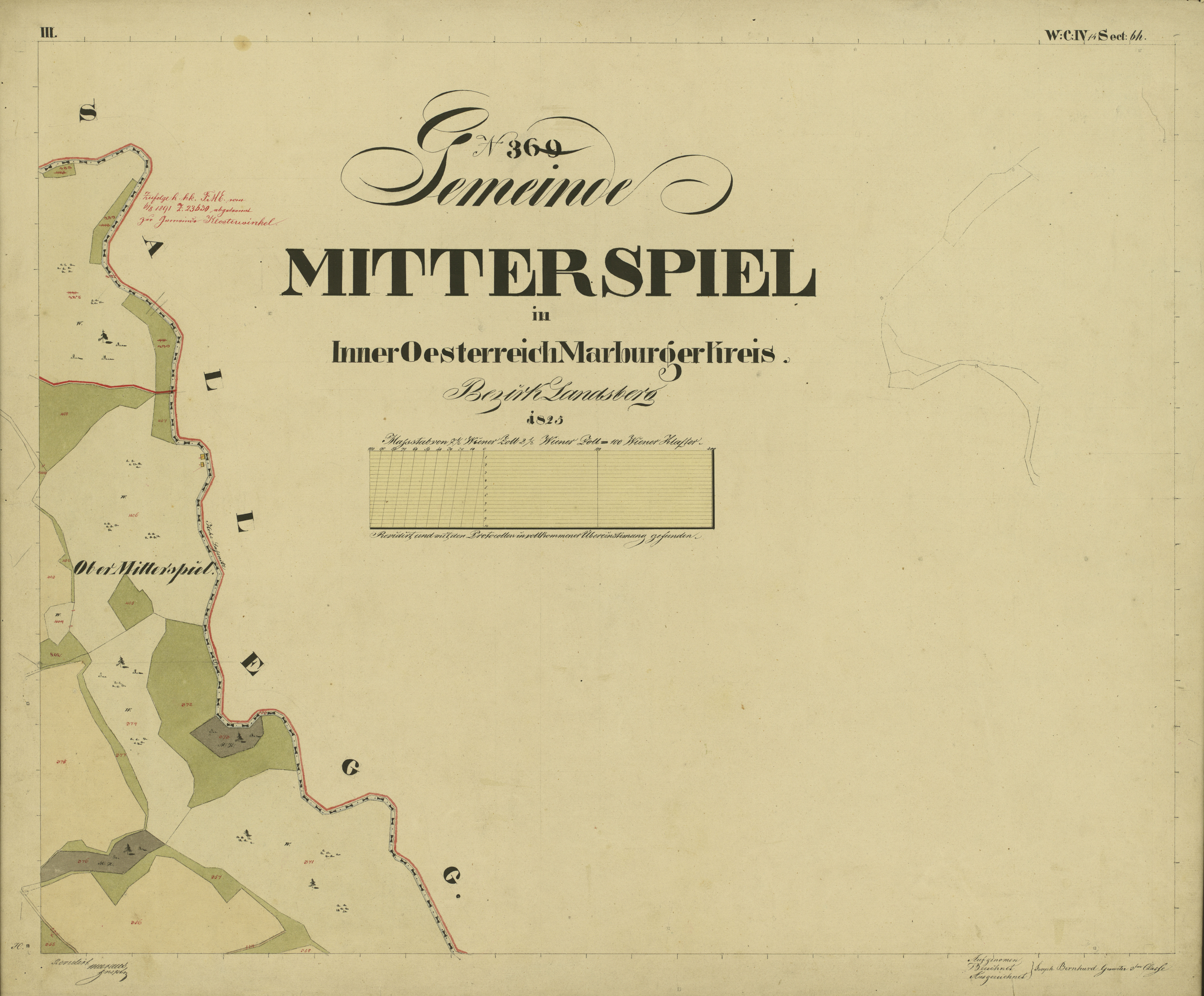
Eintragung der Gebietsveränderung in der Katastermappe bei der Gemeinde Freiland
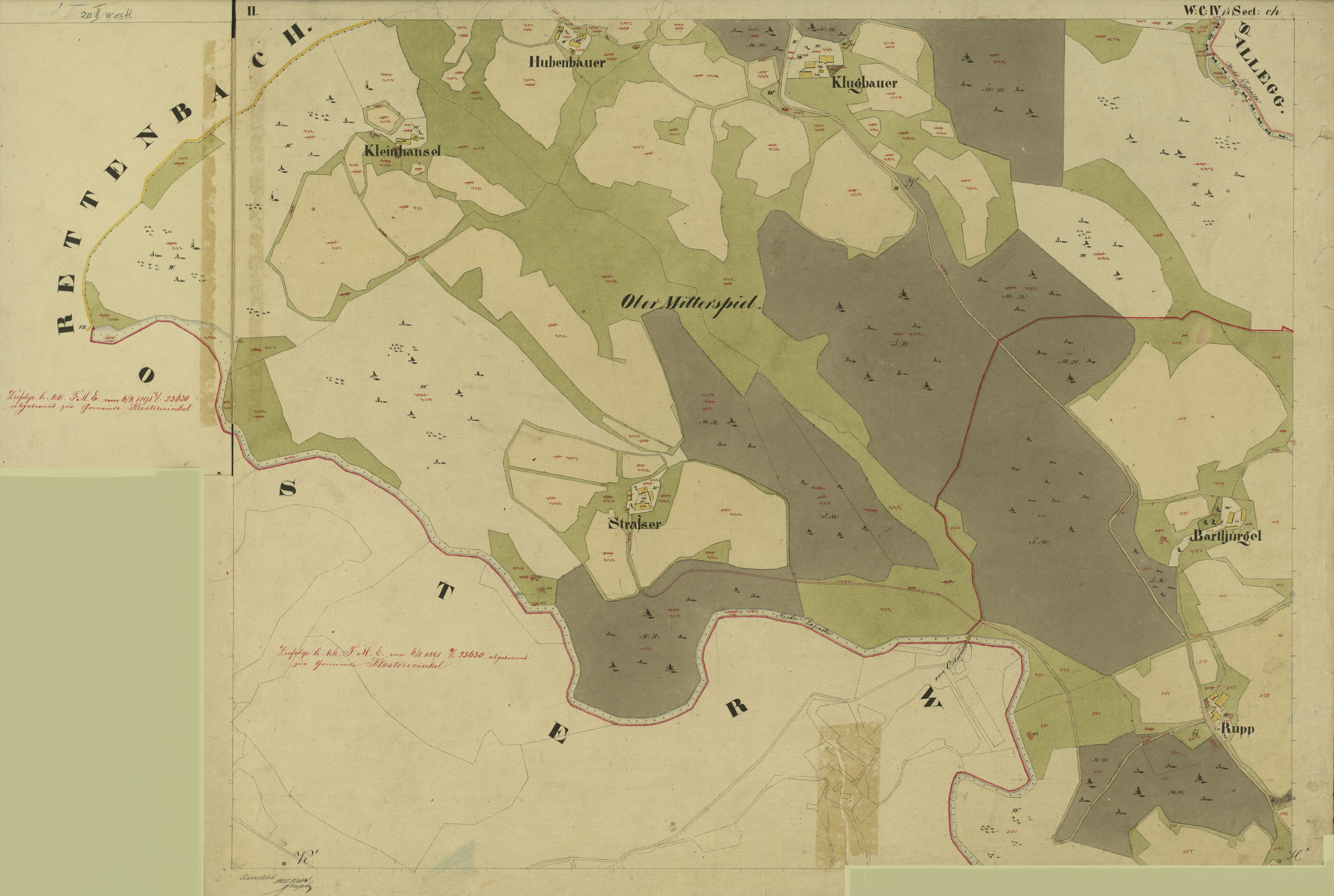
Ober Mitterspiel ist seit 1891 der südöstliche Teil der Gemeinde Kloster
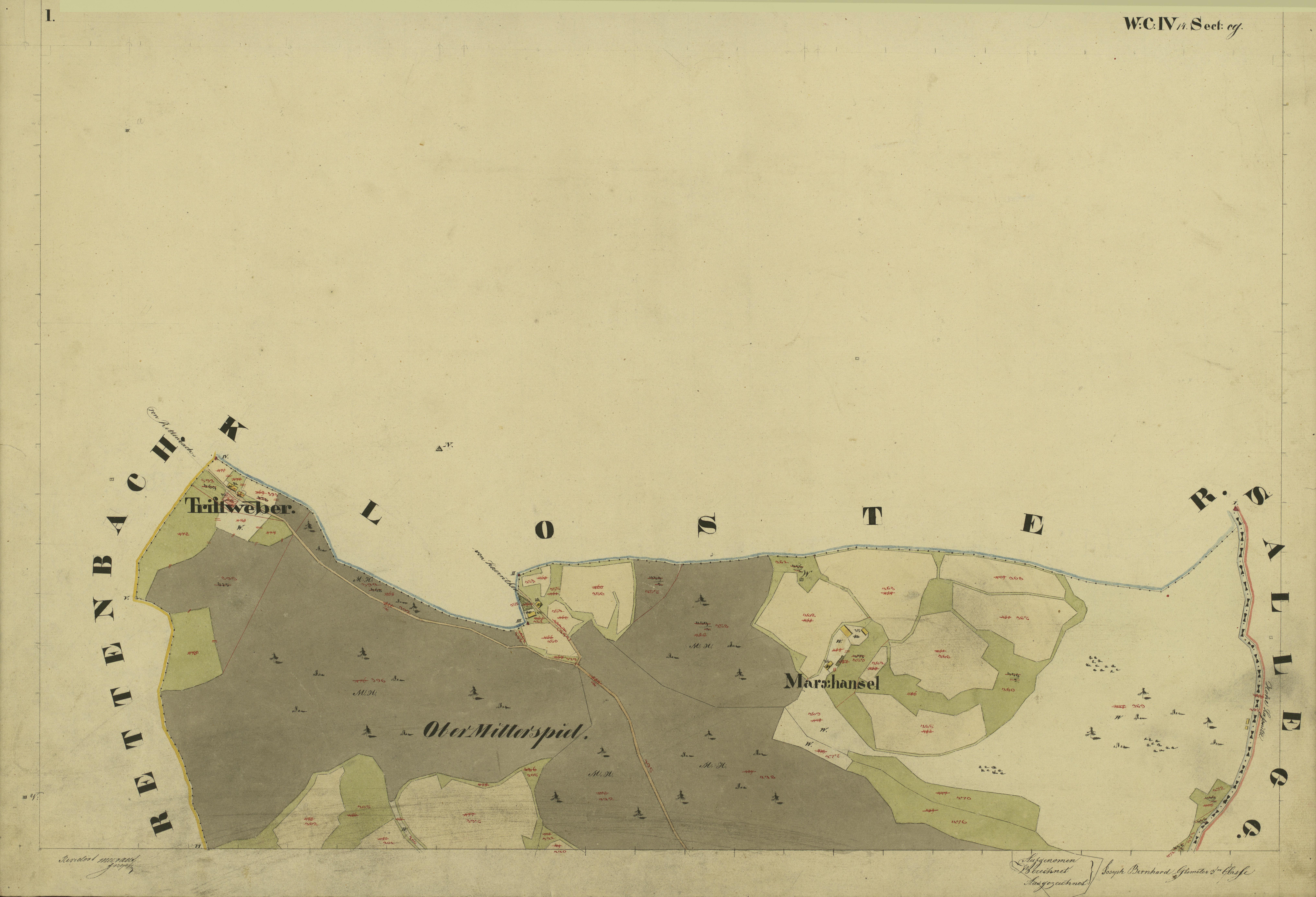
Ober Mitterspiel mit Abzweigung der Straße von Kärnten über die Hebalm (damals durch Klosterwinkel)
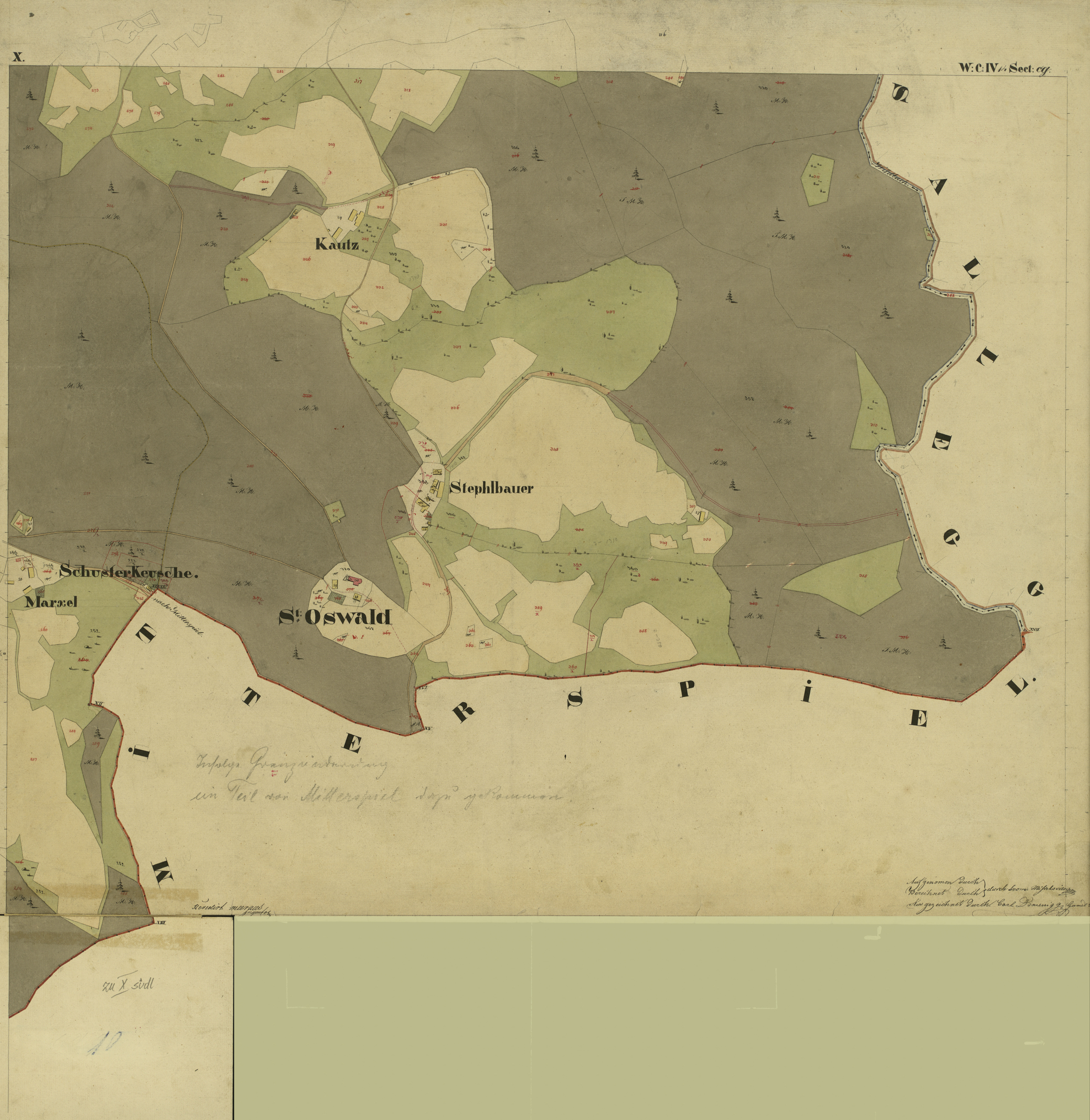
Grenze der Katastralgemeinden Rettenbach und Klosterwinkel zu Mitterspiel vor 1891

## Geologie
Die Gesteine, auf denen Freiland liegt, sind wissenschaftlich eingehend untersucht.
Der Höhenrücken des Schwarzkogelzuges („Freiländer Rücken“), auf dem die Gemeinde liegt, fällt im Süden und Norden steil in die Täler der Laßnitz und des Wildbaches ab. Die steilen Hänge führen zu Hangrutschungen, durch welche Mineralienfundstellen erschlossen werden.
Auch Straßenbauten (insbesondere für Forststraßen und den Ausbau der Hebalmstraße im Ortsteil Hinterleiten) und Steinbrüche machen Fundstellen, z. B. für Granate, zugänglich. Beim Bau der Hebalmstraße wurde vorübergehend eine kleine Tropfsteinhöhle freigelegt. In mehreren (ehemaligen) Steinbrüchen im Wildbachtal wurde Marmor abgebaut, einer der Steinbrüche („Gupper-Steinbruch“ im Ortsteil Hinterleiten an einer scharfen Rechtskurve der Hebalmstraße kurz nach deren Anstieg aus dem Wildbachtal) schloss auch einen Pegmatit auf, der den ersten Fund von Spodumen im Koralmgebiet enthielt sowie beispielsweise Zinnstein, Apatit, Beryll, Columbit. Das Pegmatitvorkommen ist durch das Fortschreiten des Steinbruchbetriebes weitgehend verschwunden, die Bildungsbedingungen des Spodumenvorkommens sind eingehend untersucht. Weiters wurden in diesem Steinbruch Pyrit, Arsenkies, Chalcedon, Hornstein, Turmalin und eine Reihe anderer Mineralien gefunden. An anderen Fundstellen, wie einem kleinen Stollen im Wildbachtal, wurden in kleinen Mengen Uranminerale (Uranglimmer, Autunit, Torbernit, Uraninit), Uranopale, Zirkon, Dumortierit und andere Mineralien gefunden.

## Fürst Liechtensteinische Waldbahn im Laßnitztal
Die österreichische Bundesregierung erteilte am 24. Oktober 1921 die Genehmigung für den Bau der Fürst Liechtensteinische Waldbahn im Laßnitztal, einer Waldbahn zur Holzbringung. Bereits im Jahr 1923 wurden die Transportanlagen in Betrieb genommen. Ab 1930 besaß die Bahn auch eine Berechtigung zur kombinierten Holz- und öffentlichen Personenbeförderung.
Bei der Bahnlinie handelte es sich um eine Schmalspurbahn mit der Spurweite von 760 mm. Das Holz wurde auf Zubringerstrecken mit einer Spurweite von 600 mm aus Forsten an der Koralpe zu einer 3,5 km langen Seilbahn geschafft. Die Zubringerstrecken waren wesentlich länger als die eigentliche Waldbahn: Sie reichten mit dem nördlichen Ast in der Gemeinde Osterwitz vorbei an der Trahütter Hütte (1317 m) bis kurz vor die Stoffhütte (1424 m) beim Stoffkogel (1597 m) an der Grenze zu Kärnten, mit dem südlichen Ast an Glashütten vorbei bis in das Bärental, einem Zubringer der Schwarzen Sulm (Bärentalbahnhof). Die Seilbahn transportierte das Holz talwärts zur Eisenbahn, mit der Bahn ging es weiter nach Deutschlandsberg zur Dampfsäge der Fürst-Liechtensteinischen Forstverwaltung neben dem GKB-Bahnhof der Wieserbahn.
1959 wurde mit der Betrieb eingestellt und die Bahnanlagen abgetragen. Die Trasse der Waldbahn im Laßnitztal ist heute ein Wanderweg.

## Kultur und Sehenswürdigkeiten
- Pfarrkirche Freiland bei Deutschlandsberg: Die Kirche St. Jakob in Freiland wurde 1188 zur Pfarre erhoben. Ihre Orgel stammt aus dem Jahr 1757.
- An verschiedenen öffentlichen Plätzen des Ortes findet man Kunstwerke und kulturhistorische Sehenswürdigkeiten.
- Zirka zwei Kilometer nordwestlich des Ortsgebietes befindet sich die Statue „Stele“, eine Metallplastik von etwa vier Meter Höhe des steirischen Künstlers Paul Trogger. Errichtet wurde die Plastik im Zuge des Baues der Hinterleitenstraße im Jahre 1986.
- Im Ortsgebiet steht eine bemalte Holzskulptur des Hl. Jakobus des Älteren, geschaffen vom Grazer Künstler Walter Pisk im Jahr 1988.
- Kulturhistorisch interessant ist eine zwei Meter hohe, gemauerte Pestsäule, die zwei Kilometer südöstlich des Dorfes an der Freilandstraße steht.
- Unmittelbar neben der Kirche steht das Bauernhausmuseum Herk. Im denkmalgeschützten Haus finden Führungen und kulturelle Veranstaltungen statt.

## Wappen
Die Verleihung des Gemeindewappens erfolgte am 9. Juli 1984. Es ist in den Farben des Stiftes Admont, Rot und Silber, gehalten und symbolisiert durch den Kleeblattschnitt die Rodung des Waldes zur Gewinnung einer bäuerlichen Lebensgrundlage. Seine Beschreibung lautet:
„Ein silberner, im Kleeblattschnitt rot bordierter Schild“.

## Bevölkerungsentwicklung der ehemaligen Gemeinde Freiland
Für Freiland (damals Mitterspiel, in den alten Grenzen) werden im Jahr 1770 323 Einwohner („Seelen“) genannt. Die Zählungen verwendeten bis in die zweite Hälfte des 19. Jahrhunderts keine einheitlichen Erfassungsgrundlagen, es waren auch in Kriegszeiten, z. B. während der napoleonischen Kriege, wesentliche Teile der männlichen Bevölkerung nicht am Wohnort erfassbar und inwieweit Personen aus verschiedenen Gründen (Militärdienst, Steuern) verschwiegen wurden, ist nicht bekannt.
Die Daten der Bevölkerungsentwicklung zeigen das typische Bild ländlicher Gemeinden, in denen es einerseits durch die Industrialisierung Österreichs andererseits durch zunehmenden Einsatz von Maschinen in der Landwirtschaft zu einem deutlichen Rückgang der ländlichen Bevölkerung gekommen ist.
Die Zahlen bis 1880 beruhen auf dem früheren Gemeindegebiet auf Basis der Numerierungsabschnitte ab 1770.
Die Einwohnerzahl reduzierte sich von 1951 bis 2001 um 54 %. Damit einher gingen die typischen Probleme der Erhaltung der Infrastruktur des Dorfes. Dem versuchte Freiland durch vermehrte Bautätigkeiten und die Förderung des Zuzuges von jungen Familien entgegenzuwirken. Daraus ergab sich die Erschließung neuer Baugründe sowie deren Bebauung nordwestlich der Volksschule.

## Persönlichkeiten

### Ehrenbürger
- 1980: Friedrich Niederl (1920–2012), Landeshauptmann der Steiermark 1971–1980[32]
- 1991: Franz Klug, Bürgermeister 1960–1970, Vizebürgermeister 1970–1975
- 2002: Alois Krammer, Gemeindesekretär 1963–2001, Gemeinderat 1970–2000, zehn Jahre Vizebürgermeister
- Johann Kollar (24. Dezember 1935 – 24. September 2012), Konsistorialrat, 1973–2009 Dechant des Dekanats Deutschlandsberg[33], 18 Jahre Pfarrer in Freiland.[34]
- Landeshauptmann Josef Krainer
- Frau Landeshauptmann Waltraud Klasnic

## Vereine
- Freiländer Volkstanzgruppe
- Katholische Frauenbewegung
- Steirischer Bauernbund, Ortsgruppe Freiland
- Österreichischer Kameradschaftsbund, Ortsgruppe Freiland
- Rosenkranzverein

## Veranstaltungen
- Jakobi-Fest am ersten Sonntag nach dem 15. Juli
- „Advent in der Rauchkuchl“, ein heiteres und besinnliches Programm im Bauernhausmuseum Herk, das jährlich im Dezember stattfindet.
- „es herbstlt“, eine jährliche Veranstaltung des Bauernbundes im Bauernhausmuseum Herk mit Gedichte, Geschichten, Sketche, Musik, Lieder bei Speis und Trank.

## Historische Landkarten

historische Landkarten zum Gebiet von Freiland aus den drei Landesaufnahmen in der Zeit von ca. 1789 bis 1910
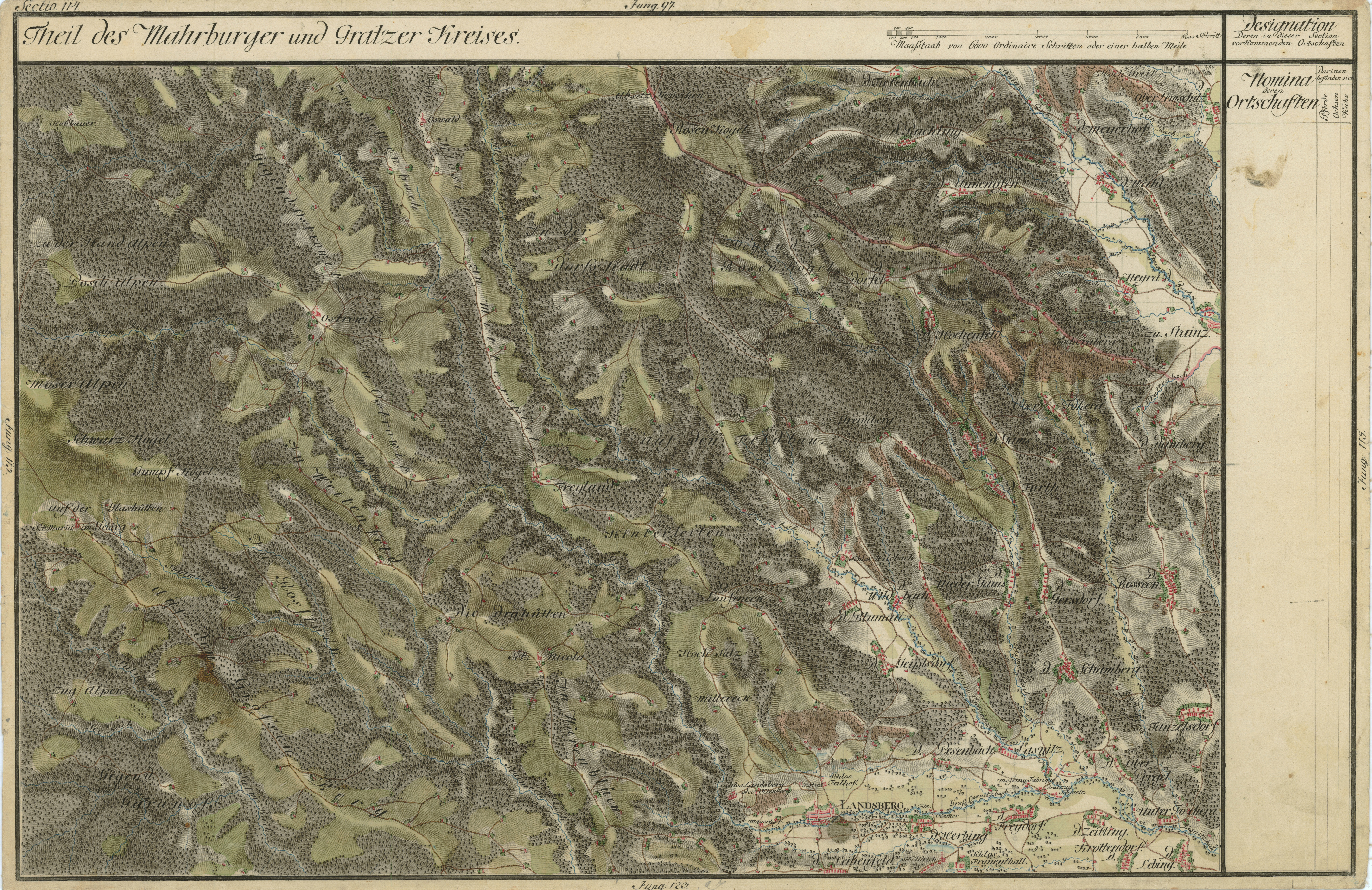
Das Gebiet von Mitterspiel in der Josephinischen Landesaufnahme, um 1790
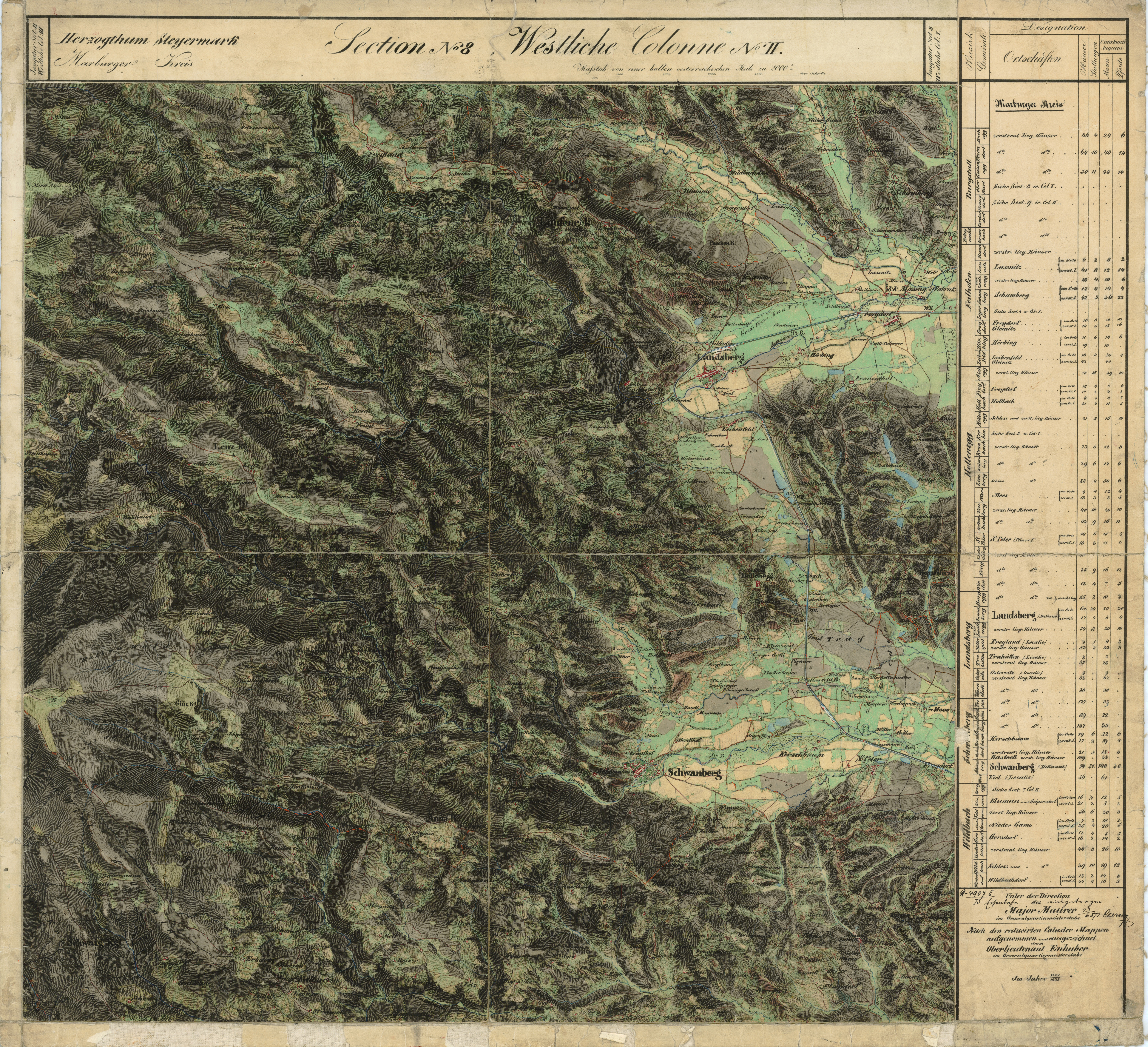
Freyland in der Franziszeischen Landesaufnahme, ca. 1835
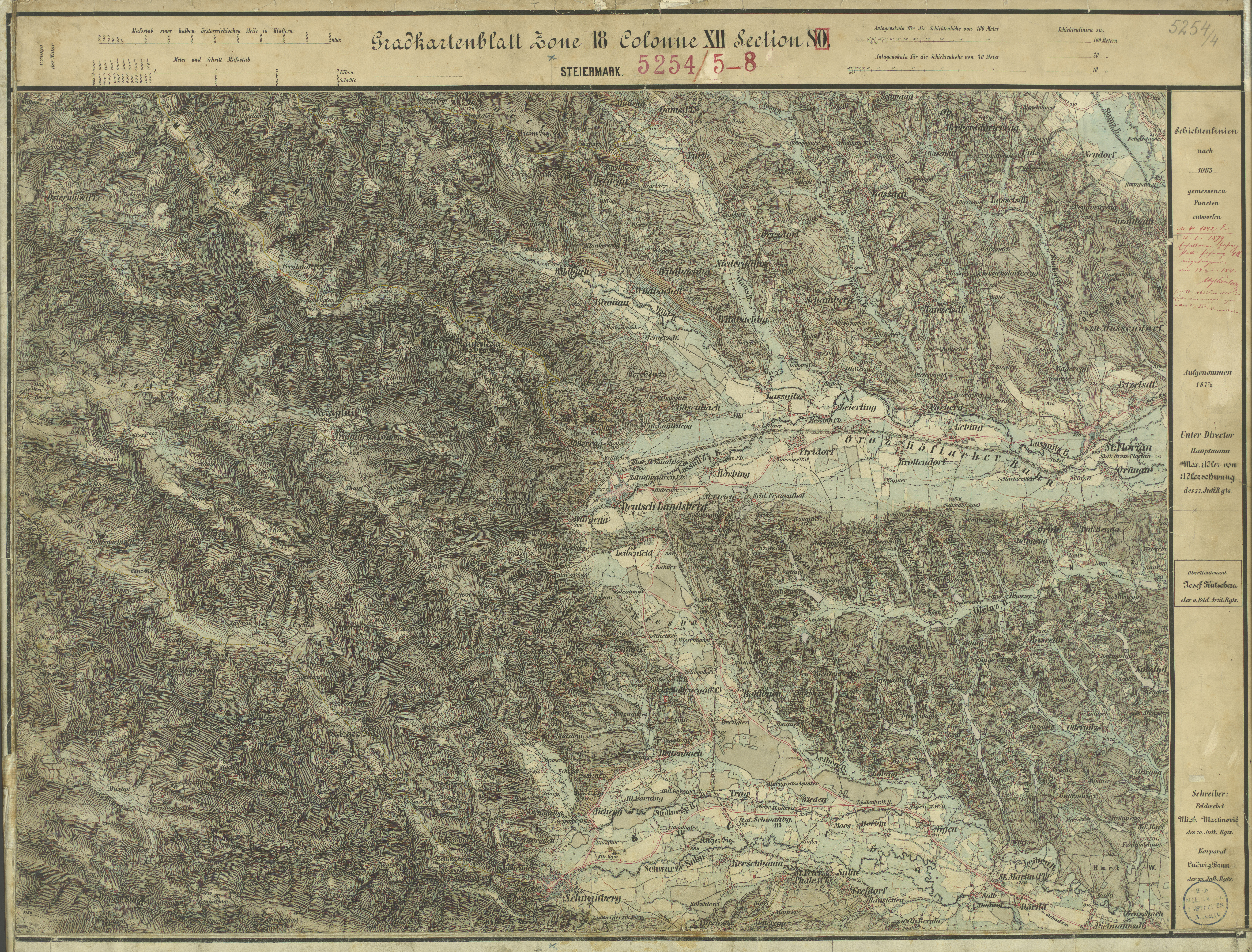
Freiland im Nordwesten von Deutschlandsberg, Aufnahmeblatt der 3. Landesaufnahme 1877/78
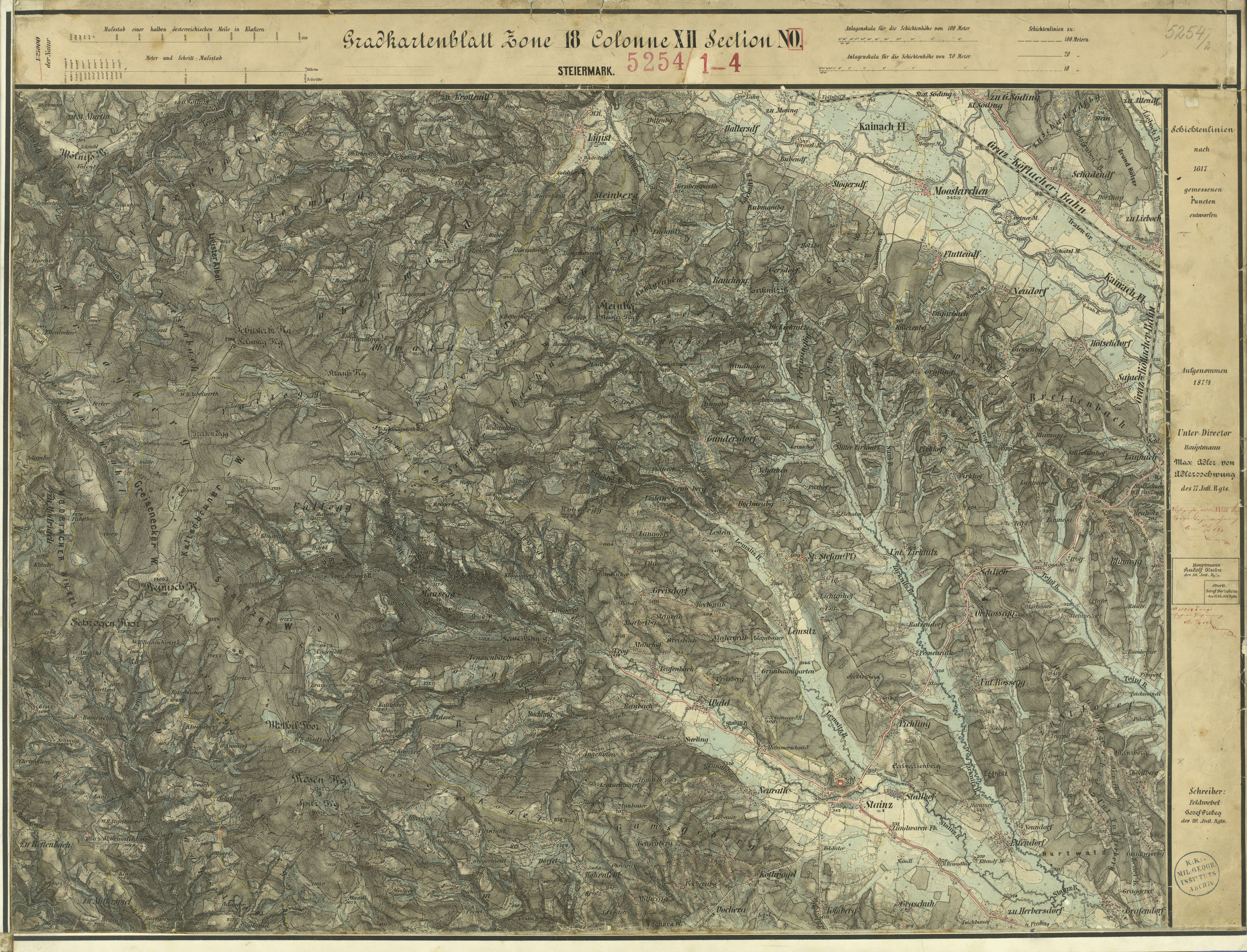
Ober Mitterspiel (links unten) kam 1891 zur Gemeinde Kloster
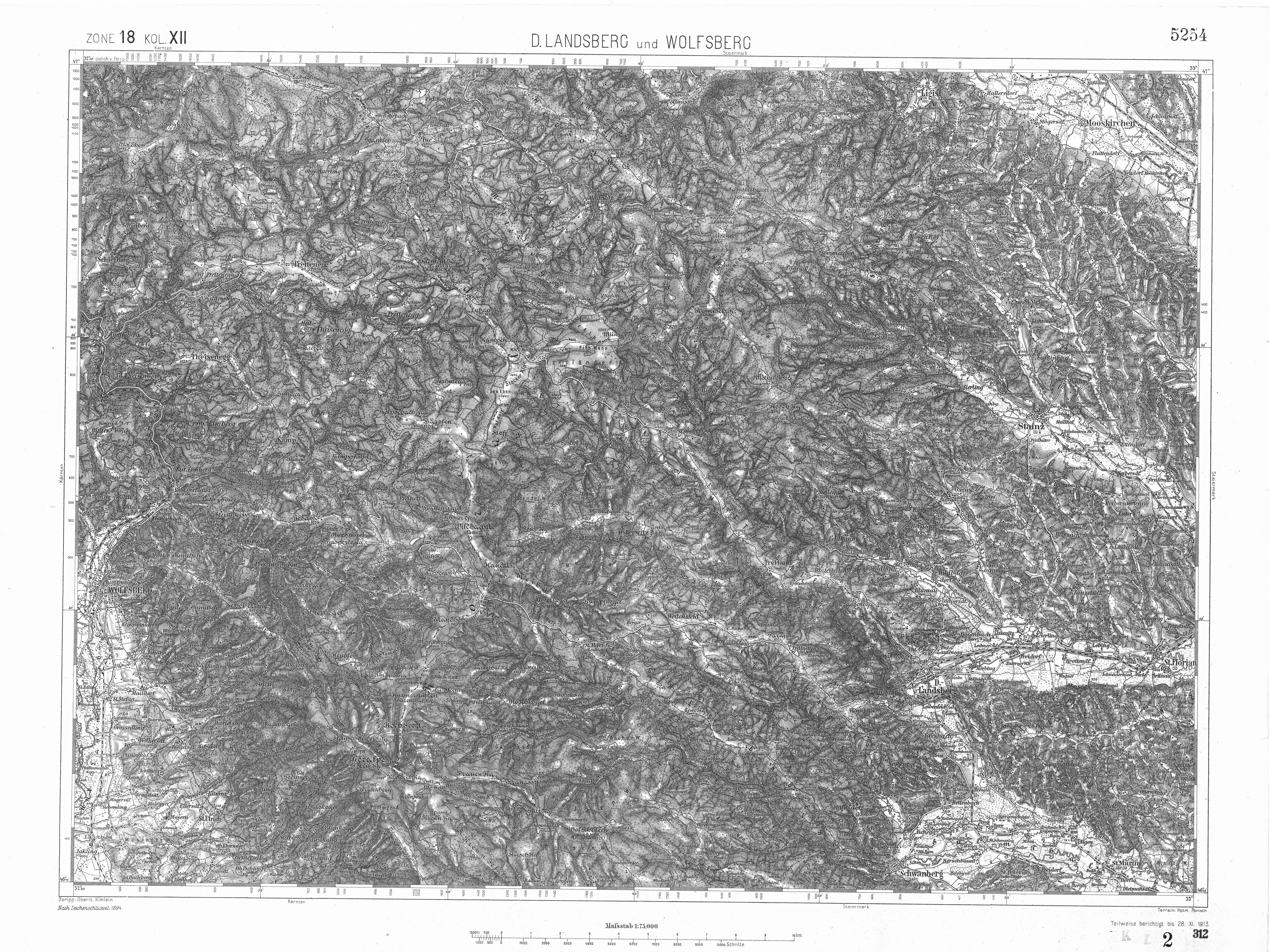
In der franzisco-josephinischen (3.) Landesaufnahme, um 1895. Teilweise berichtigt bis 28. November 1913.
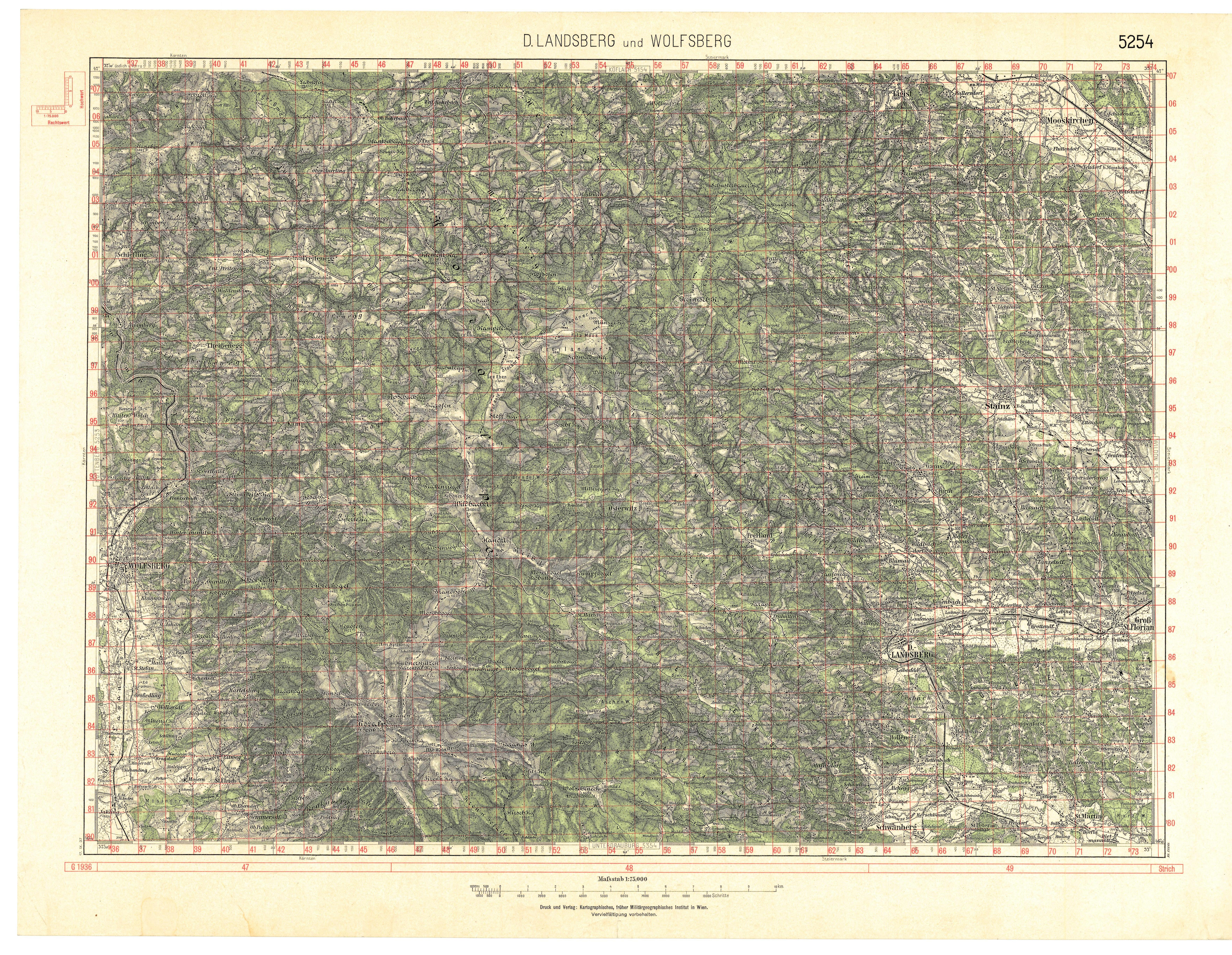
Freiland um 1937 mit der Waldbahntrasse